# San Cipriano Picentino
San Cipriano Picentino ist eine italienische Gemeinde mit 6593 Einwohnern (Stand 31. Dezember 2023) in der Provinz Salerno in der Region Kampanien. Sie ist Teil der Bergkommune Comunità Montana Monti Picentini.

## Geografie
Die Nachbargemeinden sind  Castiglione del Genovesi, Giffoni Sei Casali, Giffoni Valle Piana, Salerno und San Mango Piemonte. Die Ortsteile sind Campigliano, Filetta, Pezzano und Vignale.